# 青岛市民健身中心
青岛市民健身中心（英語：Qingdao Citizen Fitness Center），是一个位于青岛市城阳区的综合体育中心，以“海之沙”体育场、“云之贝”体育馆、观海大平台“玉之盘”及配套训练场馆构成。是集全民健身、体育赛事、商业演艺、购物展览于一体的多功能场所。2018年9月，山东省第二十四届运动会在此举办。

## 场馆建筑

### 体育场
海之沙体育场建筑面积138,027平方米，高度达49.75米，共分为5层，可容纳6万名观众。

### 体育馆
云之贝体育馆建筑面积67,250平方米，高度达38米，共有5层，可容纳1.5万名观众。体育馆凝聚了3万立方米的混凝土浇筑，所有基础都采用了预制桩和局部筏板技术。
体育馆具备承办国际体操、篮球、羽毛球、乒乓球、手球、排球等所有室内球类体育项目的能力，同时也可举办大型展会和各类商业活动。

## 主要活动

### 体育赛事
- 山东省第二十四届运动会（体育场）[6]

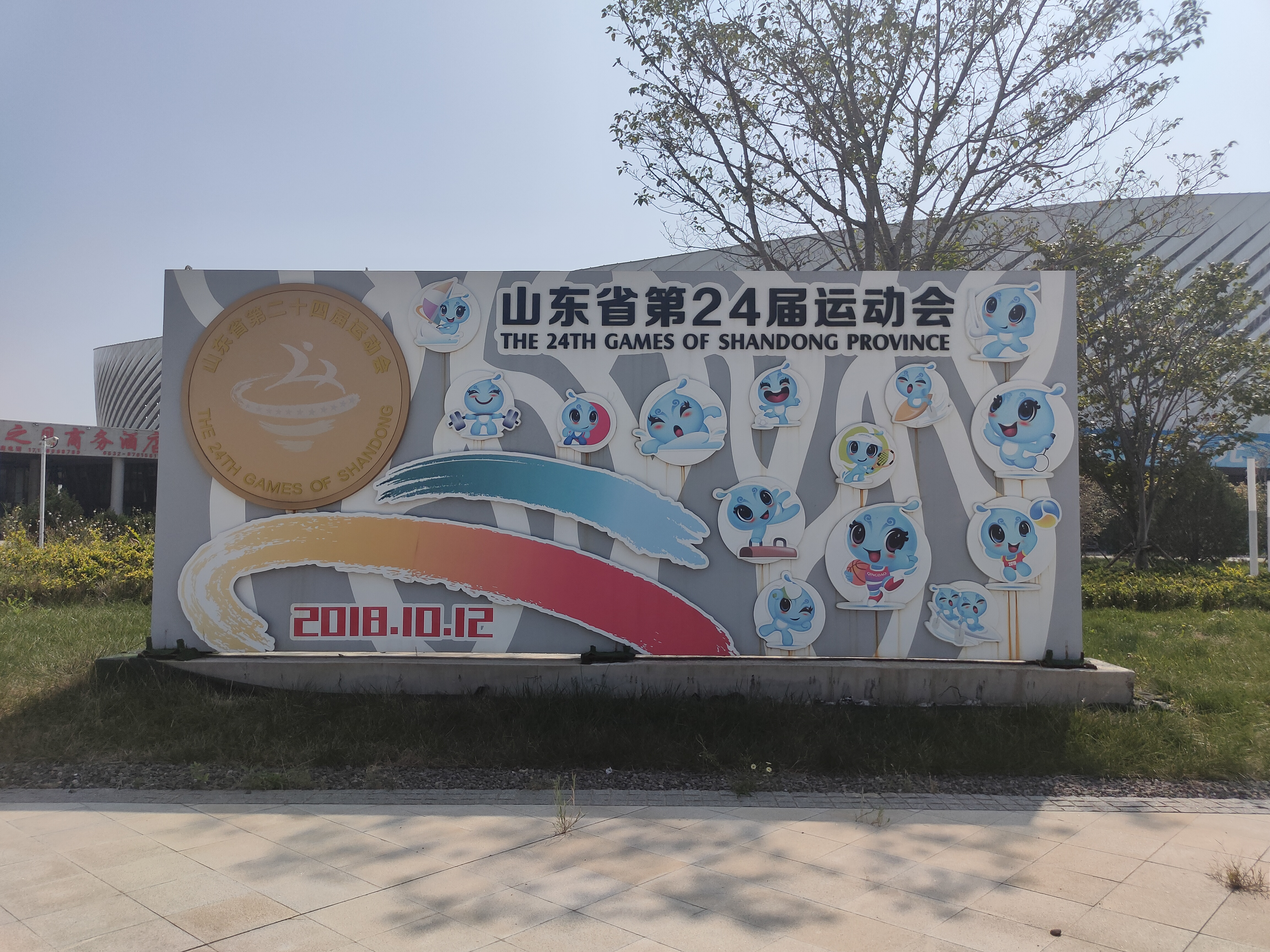
山东省第24届运动会标志墙

- 2019年全国男子手球超级联赛总决赛（体育馆）[7]
- 2019年中澳国际男篮对抗赛（体育馆）[8]
- 2019年“中建集团杯”中加国际女篮对抗赛（体育馆）[9]
- 2023年东亚足联U-15男足锦标赛（体育场）

### 文娱演出
| 日期                    | 歌手   | 演出名稱                     | 场馆   | 场数 |
| ----------------------- | ------ | ---------------------------- | ------ | ---- |
| 2023年7月8日至9日       | 薛之谦 | 天外來物巡迴演唱會           | 体育场 | 2    |
| 2023年11月11日          | 赵传   | 人生大梦世界巡回演唱会       | 体育馆 | 1    |
| 2024年3月30日           | 潘玮柏 | 狂爱巡回演唱会               | 体育馆 | 1    |
| 2024年5月3日            | 杨丞琳 | LIKE A STAR世界巡回演唱会    | 体育馆 | 1    |
| 2024年6月15日至16日     | 邓紫棋 | I AM GLORIA 世界巡回演唱會   | 体育场 | 2    |
| 2024年6月29日           | 王心凌 | Sugar High世界巡回演唱会     | 体育馆 | 1    |
| 2024年7月6日            | 李健   | 万物安生时世界巡回演唱会     | 体育馆 | 1    |
| 2024年8月10日           | 张韶涵 | 2024张韶涵世界巡回演唱会     | 体育场 | 1    |
| 2024年8月24日           | 梁静茹 | 当我们谈论爱情世界巡回演唱会 | 体育馆 | 1    |
| 2024年9月15日           | 刘若英 | 飞行日巡回演唱会             | 体育馆 | 1    |
| 2024年9月21日至22日     | 林俊杰 | JJ20世界巡回演唱会           | 体育场 | 2    |
| 2024年11月29日至12月1日 | 张学友 | 张学友60+巡回演唱会          | 体育馆 | 3    |

## 交通

### 轨道交通
- 青岛地铁8号线：健身中心（红岛会展）站

### 公交
- 市民健身中心站：779路、908路、摆渡车二号线、摆渡车一号线
- 红岛国际会展中心东站：79路、908路、3615路